# Landmand søger kærlighed
Landmand søger kærlighed er et dansk realityprogram som blev sendt for første gang i 2015 på TV 2. I programmet medvirker en række landmænd, som ønsker at finde en partner. Programmet består af 11 sæsoner med en 12. sæson, der havde premiere den 5. august 2025. Programmets vært var Lene Beier (2015-2024), men TV 2 annoncerede i april 2025 at Sofie Martinusen ville overtage værtsrollen i den kommende tolvte sæson.
Til og med sæson fem havde programmet kun mandlige deltagere, og sæson seks blev første gang at programmet havde en kvindelig landmand.

## Format
I en given sæsons åbningsprogram besøger værten de forskellige landmænd og medbringer post fra interesserede bejlere, som på forhånd har skrevet breve til landmændene. Antallet af breve til hver landmand er stærkt varierende, men fem udvælges til den første speeddate. Herefter udspilles programmet som et udskillelsesløb, hvor landmændene er sammen med bejlerne, som dog sendes hjem én efter en. Til slut har landmanden mulighed for at invitere én enkelt bejler på et romantisk weekendophold. 